# 洪新劉
洪新劉（英語：Ang Sin Liu，1937年—），洪新劉海運控股有限公司創辦人及顧問。

## 生平
他出生於新加坡，他自幼在3歲時喪父，由於他只能操了普通华语、看和写一些简单的汉字，故此對事物非常一般，則在16岁时到舅舅的五金店打工，直至1974年，開始創立「洪新劉五金公司」，當時是回收各類金屬產品，其後在麦波申的Jalan Anggerek买下一块1万5000平米的地皮，再在1986年，向裕廊管理局租下班丹路一块海边地皮，面积达3万7220平米，开始承接拆船生意，也就是開始轉型造船行業。
到了1989年，他已把董事會主席和董事交給2名兒子，包括洪国典出任上市公司主席兼董事经理，次子洪亚辉则担任副董事经理。之後在2003年成功在新加坡交易所主板上市，之後再開設私人公司至今。

## 連結
- 洪新刘 一部新加坡造船史 http://www.lgmi.com    发表日期：2012-4-13 11:08:20  （页面存档备份，存于）